# Phyllophaga lineatoides
Phyllophaga lineatoides är en skalbaggsart som beskrevs av Moron 2000. Phyllophaga lineatoides ingår i släktet Phyllophaga och familjen Melolonthidae. Inga underarter finns listade i Catalogue of Life.